# II Convocatoria del Sóviet Supremo de la RSFS de Rusia
La II Convocatoria del Sóviet Supremo de la República Socialista Federativa Soviética de Rusia estuvo conformada por un total de 750 diputados, elegidos el 9 de febrero de 1947.

## Composición
| Partido        | Total |
| -------------- | ----- |
| PCUS           |       |
| Independientes |       |
| Total          | 750   |

### Liderazgo
- Presidente del Presídium del Sóviet Supremo: Iván Vlásov (PCUS), Mijaíl Tarásov (PCUS)
- Presidente del Sóviet Supremo: Mijaíl Tarásov (PCUS)

## Diputados
| Región                   | Distrito                      | Diputado                |
| ------------------------ | ----------------------------- | ----------------------- |
| Krái de Altái            | Kamensk                       | Anatoli Batamirov       |
| Krái de Altái            | Barnaúl                       | Aleksándr Bogatko       |
| Krái de Altái            | Aleysk                        | Iván Vasilenko          |
| Krái de Altái            | Slávgorod                     | Iván Vetrov             |
| Krái de Altái            | Talmensk                      | Anna Kiselieva          |
| Krái de Altái            | Pospelijinsk                  | María Kozheleva         |
| Krái de Altái            | Rubtsovsk                     | Vera Koshkarova         |
| Krái de Altái            | Bisk                          | Nikolái Kuznetsov       |
| Krái de Altái            | Oirot-Turski                  | Vladímir Lobánov        |
| Krái de Altái            | Zmeinogorsk                   | Fiokla Metusova         |
| Krái de Altái            | Barnaúl                       | Aleksándr Nésterov      |
| Krái de Altái            | Rebrijinsk                    | Piótr Pechkin           |
| Krái de Altái            | Bisk                          | Nikolái Pronin          |
| Krái de Altái            | Troitsk                       | Nikita Serenko          |
| Krái de Altái            | Volchijinsk                   | Fiódor Chabanov         |
| Krái de Altái            | Ust-Pristansk                 | Iván Yakubovski         |
| Óblast de Arcángel       | Plesetsk                      | Ekaterina Anufriyeva    |
| Óblast de Arcángel       | Arcángel-Primorsk             | Aleksándr Afanásiev     |
| Óblast de Arcángel       | Kotlassk                      | Piótr Boldírov          |
| Óblast de Arcángel       | Velsk                         | Nikolái Gridin          |
| Óblast de Arcángel       | Arcángel                      | Iván Latunov            |
| Óblast de Arcángel       | Nyandomsk                     | Iván Fediúninski        |
| Óblast de Arcángel       | Arcángel-Solombalsk           | Pável Shijanov          |
| Óblast de Astracán       | Vladímirovsk                  | Iván Afonov             |
| Óblast de Astracán       | Astracán-Stalinsk             | Dmitri Zheleztsov       |
| Óblast de Astracán       | Primorie                      | Nikolái Isaenko         |
| Óblast de Astracán       | Astracán-Leninsk              | Grigori Lebedkov        |
| Óblast de Astracán       | Astracán                      | María Fedotova          |
| RASS de Baskiria         | Beloretsk                     | Maria Balayeva          |
| RASS de Baskiria         | Kiginsk                       | Nikolái Beloborodov     |
| RASS de Baskiria         | Ufimsk-Kírovsk                | Sabir Vagapov           |
| RASS de Baskiria         | Yanaulsk                      | Fazi Galeyev            |
| RASS de Baskiria         | Diurtiulinsk                  | Yákov Golev             |
| RASS de Baskiria         | Tuymazinsk                    | Mijaíl Evseyenko        |
| RASS de Baskiria         | Birsk                         | Shakira Ishkinina       |
| RASS de Baskiria         | Buzdyaksk                     | Stepán Kuvykin          |
| RASS de Baskiria         | Zianchurinsk                  | Tagir Kusimov           |
| RASS de Baskiria         | Alsheyevsk                    | Magrifa Mavliutova      |
| RASS de Baskiria         | Belebeyevsk                   | Aleksándr Poskrebishev  |
| RASS de Baskiria         | Askinsk                       | Arseni Safrónov         |
| RASS de Baskiria         | Ufimsk-Leninsk                | Evgeni Sobolev          |
| RASS de Baskiria         | Baymaksk                      | Vasili Solonin          |
| RASS de Baskiria         | Blagoveshchensk               | Dmitri Tatarinov        |
| RASS de Baskiria         | Aurgazinsk                    | Nasir Urazbayev         |
| RASS de Baskiria         | Chernikovsk                   | Mijaíl Ferin            |
| RASS de Baskiria         | Sterlitamak                   | Shamsia Jakimova        |
| RASS de Baskiria         | Meleuzovsk                    | Anna Chuyeva            |
| RASS de Baskiria         | Chishminsk                    | Marvan Yangirov         |
| Óblast de Briansk        | Bezhitsk                      | Pável Abroskin          |
| Óblast de Briansk        | Unechsk                       | Tíjon Anikushin         |
| Óblast de Briansk        | Trubchevsk                    | Alekséi Bondarenko      |
| Óblast de Briansk        | Komarichsk                    | Maria Bujarova          |
| Óblast de Briansk        | Zhukovsk                      | Boris Gorbatov          |
| Óblast de Briansk        | Karachevsk                    | Praskovia Gucheva       |
| Óblast de Briansk        | Pochepsk                      | Mark Iliénko            |
| Óblast de Briansk        | Starodub                      | Pável Kartavenko        |
| Óblast de Briansk        | Novozybkovsk                  | Ekaterina Mijailova     |
| Óblast de Briansk        | Klintsy                       | Aleksándr Starotorzhski |
| Óblast de Briansk        | Briansk                       | Iván Tiurin             |
| Óblast de Briansk        | Novozybkovsk                  | Pável Yudin             |
| RASS Buriato-Mongola     | Zabaikalie                    | Stepanida Zaitseva      |
| RASS Buriato-Mongola     | Kiajtinsk                     | Vasili Kucherov         |
| RASS Buriato-Mongola     | Pribaykalsk                   | Gombozhap Tsidinzhapov  |
| RASS Buriato-Mongola     | Ulán-Udé                      | Dorzhi Tsirempilov      |
| Óblast de Cheliábinsk    | Poltavsk                      | Grigori Gusev           |
| Óblast de Cheliábinsk    | Minyar                        | Fiódor Dadonov          |
| Óblast de Cheliábinsk    | Miass                         | Iván Zaikin             |
| Óblast de Cheliábinsk    | Magnitogorsk-Ordzhonikidzevsk | Zájar Lupinov           |
| Óblast de Cheliábinsk    | Troitsk                       | Leonid Malkévich        |
| Óblast de Cheliábinsk    | Cheliábinsk                   | Zinaida Mujina          |
| Óblast de Cheliábinsk    | Magnitogorsk-Kírovsk          | Nikolái Patolichev      |
| Óblast de Cheliábinsk    | Zlatoustovsk                  | Mijaíl Pertsev          |
| Óblast de Cheliábinsk    | Kishtimsk                     | Aleksandra Statirova    |
| Óblast de Cheliábinsk    | Zlatoustovsk                  | Ekaterina Titova        |
| Óblast de Cheliábinsk    | Kopeysk                       | Piótr Tomilov           |
| Ciudad de Cheliábinsk    | Stalinsk                      | Nina Agarkova           |
| Ciudad de Cheliábinsk    | Sovetski                      | Nikolái Bespalov        |
| Ciudad de Cheliábinsk    | Leninsk                       | Aleksándr Pankrushev    |
| Óblast de Chitá          | Sretensk                      | Iván Basavin            |
| Óblast de Chitá          | Chitá                         | Genaddi Vóronov         |
| Óblast de Chitá          | Borzinsk                      | Maria Zagorskaya        |
| Óblast de Chitá          | Petrovsk-Zabaikalski          | Alekséi Izyúmov         |
| Óblast de Chitá          | Chitá                         | Vasili Kojanski         |
| Óblast de Chitá          | Agínsk                        | Fiódor Sarayev          |
| Óblast de Chitá          | Skovorodinsk                  | Ekaterina Tarasikova    |
| Óblast de Chitá          | Nérchinsk                     | Serguéi Fomenko         |
| Óblast de Chkálov        | Saraktashsk                   | Vera Burova             |
| Óblast de Chkálov        | Orsk                          | Alekséi Vishniakov      |
| Óblast de Chkálov        | Buguruslansk                  | Vladímir Vorobiov       |
| Óblast de Chkálov        | Orsk                          | Vladímir Drozdov        |
| Óblast de Chkálov        | Buzuluk                       | Iván Zorin              |
| Óblast de Chkálov        | Pokrovsk                      | Leonid Ilichev          |
| Óblast de Chkálov        | Oktiabrski                    | Olga Kislitsina         |
| Óblast de Chkálov        | Chkálov-Kaganóvichsk          | Porfiri Kolésnikov      |
| Óblast de Chkálov        | Chkálov-Dzherzhinsk           | Olga Mazurovskaya       |
| Óblast de Chkálov        | Chkálov                       | Aleksándr Rodímtsev     |
| Óblast de Chkálov        | Abdulinsk                     | Nikita Subbotin         |
| Óblast de Chkálov        | Soróchinsk                    | Agrippina Cherkashina   |
| RASS de Chuvasia         | Kanashsk                      | Zoya Andreyeva          |
| RASS de Chuvasia         | Chkálov                       | Timoféi Akazov          |
| RASS de Chuvasia         | Vurnarsk                      | Semión Mitriáshov       |
| RASS de Chuvasia         | Alátyr                        | Mijaíl Pokrovski        |
| RASS de Chuvasia         | Shumerlinsk                   | Aleksándr Somov         |
| RASS de Chuvasia         | Cheboksary                    | Veniamín Fiódorov       |
| RASS de Chuvasia         | Tsivilsk                      | Aleksandra Fiódorova    |
| Óblast de Crimea         | Yalta                         | Nikolái Basisti         |
| Óblast de Crimea         | Eupatoria                     | Alekséi Goregliad       |
| Óblast de Crimea         | Sebastopol                    | Pável Losik             |
| Óblast de Crimea         | Simferópol                    | Vera Nekrasova-Popova   |
| Óblast de Crimea         | Dzhankoy                      | Vasili Nikanorov        |
| Óblast de Crimea         | Kerch                         | Aleksándr Petrujin      |
| Óblast de Crimea         | Feodosia                      | Vera Rubanova           |
| RASS de Daguestán        | Majach-Kalinsk                | Nadezhda Abazova        |
| RASS de Daguestán        | Junzajsk                      | Magomed Arbuliev        |
| RASS de Daguestán        | Derbent                       | Kuzeibat Kurvanaliyeva  |
| RASS de Daguestán        | Kasumkent                     | Rasul Magomedov         |
| RASS de Daguestán        | Jasaviurtovsk                 | Adilgiréi Tajtarov      |
| RASS de Daguestán        | Buynaksk                      | Jalil Fataliyev         |
| Óblast de Gorki          | Pavlovski                     | Fiódor Abrámov          |
| Óblast de Gorki          | Lyskovsk                      | Iván Biriúkov           |
| Óblast de Gorki          | Shajunia                      | Nikolái Biriúkov        |
| Óblast de Gorki          | Ardatovsk                     | Vladímir Vladímirov     |
| Óblast de Gorki          | Dalne-Konstantinovsk          | Fiódor Glebov           |
| Óblast de Gorki          | Balajná                       | Amo Elián               |
| Óblast de Gorki          | Arzamas                       | Nikolái Zhiltsov        |
| Óblast de Gorki          | Buturlinsk                    | Pável Kravchuk          |
| Óblast de Gorki          | Borski                        | Feodora Kuptsova        |
| Óblast de Gorki          | Spaski                        | Iraida Kurileva         |
| Óblast de Gorki          | Sergachsk                     | Nikolái Mirónov         |
| Óblast de Gorki          | Pochinkovsk                   | Anna Poliákova          |
| Óblast de Gorki          | Krasno-Bakovsk                | Mijaíl Rodiónov         |
| Óblast de Gorki          | Vyksa                         | Avgusta Sokolova        |
| Óblast de Gorki          | Lukoyanovsk                   | Mijaíl Sujánov          |
| Óblast de Gorki          | Dzerzhinsk                    | Víktor Tijomírov        |
| Óblast de Gorki          | Kizil-Oktiabrsk               | Nadezhda Judayeva       |
| Óblast de Gorki          | Bogorodsk                     | Aleksándr Shelepin      |
| Ciudad de Gorki          | Sverdlovsk                    | Aleksándr Andrónov      |
| Ciudad de Gorki          | Zhdanovskii                   | Valentina Viktorova     |
| Ciudad de Gorki          | Stalinsk                      | Serguéi Kiréyev         |
| Ciudad de Gorki          | Sórmovo                       | Valentín Kostylev       |
| Ciudad de Gorki          | Avtozavodsk                   | Iván Lóskutov           |
| Ciudad de Gorki          | Leninsk                       | Fiódor Prokoshin        |
| Óblast de Grozni         | Grozni-Stalinsk               | Konstantín Kvashin      |
| Óblast de Grozni         | Kizlyar                       | Tatiana Kirchanskaya    |
| Óblast de Grozni         | Grozni-Ordzhonikidzevsk       | Aleksándr Makárov       |
| Óblast de Grozni         | Grozni-Mólotovsk              | Vasili Sujin            |
| Óblast de Irkutsk        | Irkutsk-Stalinsk              | Ekaterina Baranova      |
| Óblast de Irkutsk        | Kirenski                      | Mijaíl Vorobiov         |
| Óblast de Irkutsk        | Ziminsk                       | Matvéi Mirónov          |
| Óblast de Irkutsk        | Irkutsk-Severny               | Innokenti Nikolski      |
| Óblast de Irkutsk        | Irkutsk-Kírovsk               | Aleksándr Rudakov       |
| Óblast de Irkutsk        | Tulunsk                       | Ariadna Rukavitsina     |
| Óblast de Irkutsk        | Cheremjovo                    | Elizaveta Tatarintseva  |
| Óblast de Irkutsk        | Nizhneúdinsk                  | Alekséi Jvorostujin     |
| Óblast de Ivánovo        | Shuyisk                       | Aleksandra Bogatiriova  |
| Óblast de Ivánovo        | Teykovsk                      | Vladímir Dekanózov      |
| Óblast de Ivánovo        | Ivánovo-Stalinsk              | Evdokia Lébedeva        |
| Óblast de Ivánovo        | Vichugsk                      | Iván Morokin            |
| Óblast de Ivánovo        | Yuryevetsk                    | Matvéi Polushkin        |
| Óblast de Ivánovo        | Palejsk                       | Nikolái Pravdin         |
| Óblast de Ivánovo        | Kíneshma                      | Vitali Tatarintsev      |
| Óblast de Ivánovo        | Ivánovo-Oktiabrski            | Aleksándr Tvorogov      |
| Óblast de Ivánovo        | Ivánovo                       | Mijaíl Jrapchenko       |
| Óblast de Ivánovo        | Furmanovsk                    | Vera Tsvetkova          |
| Krái de Jabárovsk        | Jabárovsk                     | Aleksandra Antonova     |
| Krái de Jabárovsk        | Yuzhno-Sajalinsk              | Iván Baikov             |
| Krái de Jabárovsk        | Kúibyshevsk                   | Nikolái Gornov          |
| Krái de Jabárovsk        | Jabárovsk-Stalinsk            | Trofim Kalínnikov       |
| Krái de Jabárovsk        | Kolimá                        | Dmitri Leónov           |
| Krái de Jabárovsk        | Jabárovsk-Kírovsk             | Vasili Lobánov          |
| Krái de Jabárovsk        | Kamchatka                     | Alekséi Matvienko       |
| Krái de Jabárovsk        | Sajalín                       | Dmitri Melnik           |
| Krái de Jabárovsk        | Nizhne-Amursk                 | Nadezhda Piskunova      |
| Krái de Jabárovsk        | Komsomolsk                    | Olga Pronnikova         |
| Krái de Jabárovsk        | Birobidzhán                   | Shajno Ratner           |
| Krái de Jabárovsk        | Blagoveshchensk               | Alekséi Spiridónov      |
| Krái de Jabárovsk        | Svobodnensk                   | Klavdia Chubarova       |
| RASS de Kabardia         | Stalinsk                      | Cherim Kudayev          |
| RASS de Kabardia         | Oktiabrsk                     | Vladímir Siachinov      |
| Óblast de Kalinin        | Kimrsk                        | Maria Andreyeva         |
| Óblast de Kalinin        | Lijoslavsk                    | Natalia Vinogradova     |
| Óblast de Kalinin        | Ostashkovsk                   | Pável Vorontsov         |
| Óblast de Kalinin        | Kalinin                       | Vladímir Vostrujov      |
| Óblast de Kalinin        | Krasnojolmskii                | Iván Gagurin            |
| Óblast de Kalinin        | Kírovsk                       | Mijaíl Eftifeyev        |
| Óblast de Kalinin        | Kalinin                       | Iván Zimin              |
| Óblast de Kalinin        | Kalinin-Zavolzhsk             | Vitali Kruglov          |
| Óblast de Kalinin        | Bologovsk                     | Borís Leóntiev          |
| Óblast de Kalinin        | Vyshnevolotsk                 | Alekséi Matveyev        |
| Óblast de Kalinin        | Zubtsovsk                     | Nikita Ryzhov           |
| Óblast de Kalinin        | Bezhetsk                      | Vassa Savalieva         |
| Óblast de Kalinin        | Kashinsk                      | Gueorgui Soloviev       |
| Óblast de Kalinin        | Novotorzhsk                   | Zinaida Stepánova       |
| Óblast de Kalinin        | Rzhevsk                       | Andréi Tretiakov        |
| Óblast de Kaliningrado   | Cherniajovski                 | Vasili Borísov          |
| Óblast de Kaliningrado   | Kaliningrado                  | Vasili Gorbunov         |
| Óblast de Kaliningrado   | Sovetski                      | Klavdia Kuvshinova      |
| Óblast de Kaliningrado   | Kaliningrado                  | Gordéi Levchenko        |
| Óblast de Kaluga         | Kozelsk                       | Vasili Gorishni         |
| Óblast de Kaluga         | Kírovsk                       | Tatiana Evgrafova       |
| Óblast de Kaluga         | Meshchovsk                    | Dmitri Lukanin          |
| Óblast de Kaluga         | Kaluga                        | Anastasia Maksimova     |
| Óblast de Kaluga         | Maloyaroslavetsk              | Fiódor Nósov            |
| Óblast de Kaluga         | Dzerzhinski                   | Praskovia Obloujova     |
| Óblast de Kaluga         | Sujinichsk                    | Serguéi Orlov           |
| Óblast de Kémerovo       | Leninsk-Kuznetsk              | Evgeni Kolishev         |
| Óblast de Kémerovo       | Kiselevski                    | Serguéi Krapivin        |
| Óblast de Kémerovo       | Osinnikovsk                   | Afanasi Kushakov        |
| Óblast de Kémerovo       | Tyazhinskii                   | Uliana Líkova           |
| Óblast de Kémerovo       | Belovskii                     | Vasili Moskvin          |
| Óblast de Kémerovo       | Mariinsk                      | Olimpiada Murzina       |
| Óblast de Kémerovo       | Stalinsk                      | Aleksándr Nesmeyánov    |
| Óblast de Kémerovo       | Stalinsk                      | Vladímir Saratovskij    |
| Óblast de Kémerovo       | Prokópevsk                    | Andréi Stugarev         |
| Óblast de Kémerovo       | Kémerovo                      | Anfisa Sisayeva         |
| Óblast de Kémerovo       | Anzhero-Súdzhensk             | Piótr Fedoséyev         |
| Óblast de Kémerovo       | Kémerovo-Rudnichnyi           | Vladímir Shapovalov     |
| Óblast de Kémerovo       | Topkinsk                      | Konstantín Sharov       |
| Óblast de Kírov          | Mólotovsk                     | Leonid Kozhevnikov      |
| Óblast de Kírov          | Slobodskói                    | Anatoli Kondratiev      |
| Óblast de Kírov          | Urzhumsk                      | Elizaveta Kostrikova    |
| Óblast de Kírov          | Sanchursk                     | Natalia Kuklina         |
| Óblast de Kírov          | Shabalinsk                    | Vasili Lébedev-Kumach   |
| Óblast de Kírov          | Murashinsk                    | Aleksándr Lopatin       |
| Óblast de Kírov          | Sovetski                      | German Malandin         |
| Óblast de Kírov          | Kotelnichsk                   | Aleksandra Moshkina     |
| Óblast de Kírov          | Malmyzhsk                     | Máksim Ozhogov          |
| Óblast de Kírov          | Kírovsk-Stalinsk              | Tamara Popova           |
| Óblast de Kírov          | Uninsk                        | Fiódor Urvantsev        |
| Óblast de Kírov          | Omutninsk                     | Alekséi Salanov         |
| Óblast de Kírov          | Kírov-Mólotovsk               | Nikolái Svetlakov       |
| Óblast de Kírov          | Yaranski                      | Iván Starujin           |
| Óblast de Kírov          | Zuyevsk                       | Yákov Chadayev          |
| RASS de Komi             | Siktivkar                     | Iván Rochev             |
| RASS de Komi             | Ujtá                          | María Startseva         |
| RASS de Komi             | Vorkutá                       | Piótr Jarin             |
| Óblast de Kostromá       | Sulislavsk                    | Serguéi Briújov         |
| Óblast de Kostromá       | Buysk                         | Vasili Kozlov           |
| Óblast de Kostromá       | Galichsk                      | Iván Kuznetsov          |
| Óblast de Kostromá       | Sharyinsk                     | Iván Máksimov           |
| Óblast de Kostromá       | Andreyeva-Kostromá            | Praskovia Malinina      |
| Óblast de Kostromá       | Dmitrievna-Kostromá           | Elizaveta Poroikova     |
| Óblast de Kostromá       | Jaritónovich-Manturovsk       | Aleksándr Smirnov       |
| Krái de Krasnodar        | Kropotkinsk                   | Konstantín Borin        |
| Krái de Krasnodar        | Slaviansk                     | Aleksandra Varaksova    |
| Krái de Krasnodar        | Kushevsk                      | Fiódor Goncharov        |
| Krái de Krasnodar        | Tijoretsk                     | Marfa Gritasova         |
| Krái de Krasnodar        | Lavinsk                       | Alekséi Yegórov         |
| Krái de Krasnodar        | Krasnodar-Stalinsk            | Vasili Zinchenko        |
| Krái de Krasnodar        | Krasnogvardeysk               | Jalid Kade              |
| Krái de Krasnodar        | Yeisk                         | Vasili Kostenko         |
| Krái de Krasnodar        | Maikotsk                      | Nikolái Kulakov         |
| Krái de Krasnodar        | Armavir                       | Nikolái Naumov          |
| Krái de Krasnodar        | Korenovsk                     | Vera Nejailo            |
| Krái de Krasnodar        | Briujovetsk                   | Aleksandra Priymak      |
| Krái de Krasnodar        | Krasnodar-Kaganóvichsk        | Nikolái Redkin          |
| Krái de Krasnodar        | Beloréchensk                  | Piótr Seleznev          |
| Krái de Krasnodar        | Sovetski                      | María Sivokon           |
| Krái de Krasnodar        | Kurgáninsk                    | Nikolái Tabakov         |
| Krái de Krasnodar        | Timashovsk                    | Aleksándr Fedin         |
| Krái de Krasnodar        | Sochi                         | Iván Chébrikov          |
| Krái de Krasnodar        | Novorosíisk                   | Dmitri Chertov          |
| Krái de Krasnodar        | Armavir                       | Nazari Shpilko          |
| Krái de Krasnoyarsk      | Krasnoyarsk-Kaganóvichsk      | Iván Burdin             |
| Krái de Krasnoyarsk      | Krasnoyarsk-Stalinsk          | Serguéi Butuzov         |
| Krái de Krasnoyarsk      | Uzhursk                       | Anastasia Gaigalas      |
| Krái de Krasnoyarsk      | Kansk                         | Nikita Gorbach          |
| Krái de Krasnoyarsk      | Minusinsk                     | Iván Dalmátov           |
| Krái de Krasnoyarsk      | Áchinsk                       | Vsévolod Ivánov         |
| Krái de Krasnoyarsk      | Abansk                        | Aleksándr Kozhujov      |
| Krái de Krasnoyarsk      | Shirinski                     | Zoya Kurskaya           |
| Krái de Krasnoyarsk      | Abakán                        | Mijaíl Makárov          |
| Krái de Krasnoyarsk      | Bolshemurtinsk                | Aleksandra Maricheva    |
| Krái de Krasnoyarsk      | Yeniseysk                     | Serguéi Nemtsev         |
| Krái de Krasnoyarsk      | Kuraginsk                     | Piótr Semiónov          |
| Krái de Krasnoyarsk      | Bogotolsk                     | Nikita Jrushchov        |
| Krái de Krasnoyarsk      | Uyarsk                        | Kirill Shestakov        |
| Óblast de Kurgán         | Shumijinski                   | María Borodkina         |
| Óblast de Kurgán         | Shádrinsk                     | Iván Degtiárev          |
| Óblast de Kurgán         | Kargapolsk                    | Stepán Deriábin         |
| Óblast de Kurgán         | Kurgán                        | Matvéi Zajárov          |
| Óblast de Kurgán         | Kurtamyshsk                   | Agafia Loskutnikova     |
| Óblast de Kurgán         | Lebyazhyevsky                 | Serguéi Molikov         |
| Óblast de Kursk          | Sovetski                      | Dmitri Alojin           |
| Óblast de Kursk          | Bélgorod                      | Nikolái Afanásiev       |
| Óblast de Kursk          | Kastorensk                    | Nikolái Gólubev         |
| Óblast de Kursk          | Zolotussk                     | Nina Gorbachova         |
| Óblast de Kursk          | Lgovsk                        | Serguéi Gudve           |
| Óblast de Kursk          | Rylsk                         | Semión Danilenko        |
| Óblast de Kursk          | Sudzhansk                     | Tatiana Dyachenko       |
| Óblast de Kursk          | Novo-Oskolsk                  | Mitrofán Zajárov        |
| Óblast de Kursk          | Oboyansk                      | Evdokia Kalmikova       |
| Óblast de Kursk          | Projorovsk                    | Kuzma Limanski          |
| Óblast de Kursk          | Kursk                         | Mijaíl Maleyev          |
| Óblast de Kursk          | Staro-Oskolski                | Alekséi Nekrásov        |
| Óblast de Kursk          | Bélgorod                      | Ignati Prochko          |
| Óblast de Kursk          | Baluysk                       | Glikeria Revenko        |
| Óblast de Kursk          | Dmitrievsk                    | Iván Svirin             |
| Óblast de Kursk          | Pristensk                     | Nina Sidorova           |
| Óblast de Kursk          | Rakityansk                    | Alekséi Surkov          |
| Óblast de Kursk          | Shevekinsk                    | Porfiri Sujomlínov      |
| Óblast de Kursk          | Kursk                         | Nina Uliánenko          |
| Óblast de Kursk          | Schigrovsk                    | Taisia Jandojina        |
| Óblast de Kúibyshev      | Klyavlinsk                    | Aleksándr Bochkarev     |
| Óblast de Kúibyshev      | Pojvistnevsk                  | Iván Kairov             |
| Óblast de Kúibyshev      | Chapayevsk                    | Nikolái Katkov          |
| Óblast de Kúibyshev      | Kinelsk                       | Semión Kislin           |
| Óblast de Kúibyshev      | Syzran                        | Vasili Rakov            |
| Óblast de Kúibyshev      | Sergiyevsk                    | Raisa Selivanova        |
| Óblast de Kúibyshev      | Mólotovsk                     | Nikolái Selivanovski    |
| Óblast de Kúibyshev      | Bolshe-Glushitski             | Andréi Trishkin         |
| Óblast de Kúibyshev      | Syzran                        | María Fetisova          |
| Ciudad de Kúibyshev      | Stalinsk                      | Evdokia Popova          |
| Ciudad de Kúibyshev      | Dzerzhinski                   | Nina Popova             |
| Ciudad de Kúibyshev      | Kírovsk                       | Piótr Surin             |
| Ciudad de Kúibyshev      | Leninsk                       | Serguéi Shilovtsev      |
| Óblast de Leningrado     | Vyborgskiy                    | Gueorgui Badáyev        |
| Óblast de Leningrado     | Lodeynopol'sk                 | Iván Víktorov           |
| Óblast de Leningrado     | Vóljov                        | Zinaida Deméntieva      |
| Óblast de Leningrado     | Tijvinski                     | Boris Konasov           |
| Óblast de Leningrado     | Leningrado                    | Alekséi Kosyguin        |
| Óblast de Leningrado     | Pargolovo                     | Antonina Markova        |
| Óblast de Leningrado     | Gátchina                      | Gueorgui Odintsov       |
| Óblast de Leningrado     | Kinispnski                    | Mijaíl Safónov          |
| Óblast de Leningrado     | Tosnensk                      | Boris Straupe           |
| Óblast de Leningrado     | Luga                          | Iliá Jaritónov          |
| Ciudad de Leningrado     | Nekrasovsk                    | Nikolái Baránov         |
| Ciudad de Leningrado     | Primorsk                      | Mijaíl Bashek           |
| Ciudad de Leningrado     | Nevsk                         | Serguéi Belous          |
| Ciudad de Leningrado     | Leninsk                       | Vladímir Bogatkin       |
| Ciudad de Leningrado     | Krasnoarmeiski                | Alekséi Búbnov          |
| Ciudad de Leningrado     | Volodarsk                     | Andréi Zhdánov          |
| Ciudad de Leningrado     | Suvorovsk                     | Klavdia Zimina          |
| Ciudad de Leningrado     | Frunzensk                     | Iliá Ivánov             |
| Ciudad de Leningrado     | Kalininsk                     | Vladímir Kozharinov     |
| Ciudad de Leningrado     | Ligovsk                       | María Kropacheva        |
| Ciudad de Leningrado     | Vyborgsk                      | Alekséi Kuznetsov       |
| Ciudad de Leningrado     | Smolninskoye                  | Anna Lukiánova          |
| Ciudad de Leningrado     | Petrogradsk                   | Fiódor Mashanski        |
| Ciudad de Leningrado     | Vasileostrovsk                | Iván Meshchaninov       |
| Ciudad de Leningrado     | Moskovsk                      | Piótr Popkov            |
| Ciudad de Leningrado     | Kronstadt                     | Vasili Starostin        |
| Ciudad de Leningrado     | Sverdlovsk                    | Nikolái Tarásov         |
| Ciudad de Leningrado     | Kírovsk                       | Aleksándr Tíjonov       |
| Ciudad de Leningrado     | Kúibyshevsk                   | Nikolái Cherkasov       |
| Ciudad de Leningrado     | Dzerzhinsk                    | Dmitri Shostakóvich     |
| Ciudad de Leningrado     | Oktyabrsk                     | Ariadna Schelkina       |
| RASS de Mari             | Yoshkar-Olá                   | Gueorgui Lopatin        |
| RASS de Mari             | Sernursk                      | Vasili Mosólov          |
| RASS de Mari             | Ronginsk                      | María Ojotnikova        |
| RASS de Mari             | Gorno-Mari                    | Nikolái Riabchikov      |
| Óblast de Mólotov        | Lysvensk                      | Semión Antónov          |
| Óblast de Mólotov        | Vereshchaginsk                | Gueorgui Beletski       |
| Óblast de Mólotov        | Kuyedinsk                     | Filipp Verov            |
| Óblast de Mólotov        | Chusovói                      | Iván Zachepa            |
| Óblast de Mólotov        | Bereznikí                     | Roman Mertslin          |
| Óblast de Mólotov        | Kizelovsk                     | Grigori Nirobtsev       |
| Óblast de Mólotov        | Kungursk                      | Mijaíl Nyashin          |
| Óblast de Mólotov        | Komi-Permiakia                | Iliá Safrónov           |
| Óblast de Mólotov        | Krasnokamsk                   | Mijaíl Tarásov          |
| Óblast de Mólotov        | Ordinski                      | Ansatasia Ushakova      |
| Óblast de Mólotov        | Solikamsk                     | Kuzma Jmelevski         |
| Óblast de Mólotov        | Osinski                       | Aleksandra Shatrova     |
| Ciudad de Mólotov        | Mólotov                       | Abram Bijovski          |
| Ciudad de Mólotov        | Kírovsk                       | Iraida Zajvatkina       |
| Ciudad de Mólotov        | Stalinsk                      | Vasili Mijailín         |
| RASS de Mordovia         | Ardatovsk                     | Pelageya Abaimova       |
| RASS de Mordovia         | Krasnoslobodsk                | Vera Lemonova           |
| RASS de Mordovia         | Saransk                       | Fiódor Mazhayev         |
| RASS de Mordovia         | Kovylkinsk                    | Arkadi Mordvinov        |
| RASS de Mordovia         | Zubovo-Poliánsk               | Gavril Riabov           |
| RASS de Mordovia         | Temnikovsk                    | Iván Jrámov             |
| RASS de Mordovia         | Atiashevsk                    | Mijaíl Chernov          |
| RASS de Mordovia         | Ruzayevsk                     | Fiódor Yákovlev         |
| Óblast de Moscú          | Lyublino                      | Iván Baránov            |
| Óblast de Moscú          | Krasno-Polyansk               | Anna Bardeyeva          |
| Óblast de Moscú          | Uzlovsk                       | Leonti Boriskin         |
| Óblast de Moscú          | Pushkinsk                     | Pável Burílchev         |
| Óblast de Moscú          | Podolsk                       | Boris Varyushenkov      |
| Óblast de Moscú          | Dmitrovsk                     | Nikolái Vasíliev        |
| Óblast de Moscú          | Zaraisk                       | Piótr Visliáyev         |
| Óblast de Moscú          | Kashirsk                      | Vladímir Volkov         |
| Óblast de Moscú          | Naro-Fominsky                 | Iván Gorgonov           |
| Óblast de Moscú          | Zagorski                      | Konstantín Gubin        |
| Óblast de Moscú          | Mytishchinsk                  | Alekséi Zajárov         |
| Óblast de Moscú          | Serpujovsk                    | Lidia Ignatova          |
| Óblast de Moscú          | Shatursk                      | Olimpiada Kozlova       |
| Óblast de Moscú          | Pavlovo-Posadsky              | Mijaíl Koreshkov        |
| Óblast de Moscú          | Balashija                     | Nikolái Krasavchenko    |
| Óblast de Moscú          | Voskresenski                  | María Krasnova          |
| Óblast de Moscú          | Ramensky                      | Iván Kupriánov          |
| Óblast de Moscú          | Novomoskovsk                  | Mijaíl Malájov          |
| Óblast de Moscú          | Krasnogorsk                   | Gueorgui Malenkov       |
| Óblast de Moscú          | Volokolamsk                   | Vladímir Milarshchikov  |
| Óblast de Moscú          | Klinsk                        | Yákov Prójorov          |
| Óblast de Moscú          | Yegoryevsky                   | Anastasia Riazonova     |
| Óblast de Moscú          | Schelkovsky                   | Nikolái Sbytov          |
| Óblast de Moscú          | Mozhaiski                     | Iván Skachkov           |
| Óblast de Moscú          | Ujtomski                      | Nikita Surovói          |
| Óblast de Moscú          | Zvenígorod                    | Pável Tarásov           |
| Óblast de Moscú          | Kuntsevo                      | Elizaveta Ushakova      |
| Óblast de Moscú          | Orejovo-Zuyevski              | Vasili Jolodkov         |
| Óblast de Moscú          | Leninsk                       | Anna Chikina            |
| Óblast de Moscú          | Noguinsk                      | María Sharova           |
| Óblast de Moscú          | Kolómenskoye                  | Nikolái Shvérnik        |
| Óblast de Moscú          | Babushkinsky                  | Iván Shmelev            |
| Ciudad de Moscú          | Tatansk                       | Pável Abrámov           |
| Ciudad de Moscú          | Danilovsky                    | Elizaveta Baburina      |
| Ciudad de Moscú          | Sverdlovsk                    | Aleksandra Belkina      |
| Ciudad de Moscú          | Moskorensk                    | Lavrenti Beria          |
| Ciudad de Moscú          | Dzerzhinsk                    | Nikolái Bulganin        |
| Ciudad de Moscú          | Timiryazevsk                  | Zinaida Gurina          |
| Ciudad de Moscú          | Proletarskii                  | Serguéi Davidov         |
| Ciudad de Moscú          | Kominternovsk                 | Vera Davidova           |
| Ciudad de Moscú          | Oktyabrskiy                   | Nikolái Danilov         |
| Ciudad de Moscú          | Leninsk                       | Vladímir Dikushin       |
| Ciudad de Moscú          | Baumansk                      | Serguéi Zholnin         |
| Ciudad de Moscú          | Sokolnichesk                  | Klavdia Zenova          |
| Ciudad de Moscú          | Pervomaisk                    | Grigori Ilyín           |
| Ciudad de Moscú          | Shcherbomaisk                 | Valentín Katáyev        |
| Ciudad de Moscú          | Frunzensk                     | Nina Kliúyeva           |
| Ciudad de Moscú          | Kalininsk                     | Iván Kolotirkin         |
| Ciudad de Moscú          | Ostankinsky                   | Prokopi Mayorov         |
| Ciudad de Moscú          | Zheleznodorozhny              | Ekaterina Mishina       |
| Ciudad de Moscú          | Mólotovsk                     | Viacheslav Mólotov      |
| Ciudad de Moscú          | Sovetsk                       | Iván Nóvikov            |
| Ciudad de Moscú          | Sushchevsko-Maryinsk          | Alekséi Orlov           |
| Ciudad de Moscú          | Krasnopresnenskaya            | Nikolái Plótnikov       |
| Ciudad de Moscú          | Kírovsk                       | Gueorgui Popov          |
| Ciudad de Moscú          | Arbatsk                       | Konstantín Samsónov     |
| Ciudad de Moscú          | Kúibyshevsk                   | María Saricheva         |
| Ciudad de Moscú          | Tushino                       | Iván Sokolov            |
| Ciudad de Moscú          | Stalinsk                      | Iósif Stalin            |
| Ciudad de Moscú          | Kievskii                      | Fedos Shavliugin        |
| Ciudad de Moscú          | Gerpensk                      | Vissarión Shebalín      |
| Ciudad de Moscú          | Leningradsk                   | Mijaíl Yasnov           |
| Óblast de Múrmansk       | Kírovsk                       | Borís Lytkin            |
| Óblast de Múrmansk       | Polyarny                      | Vasili Platónov         |
| Óblast de Múrmansk       | Múrmansk                      | Tatiana Selyalina       |
| Óblast de Novosibirsk    | Barabinsk                     | Vladímir Golenkov       |
| Óblast de Novosibirsk    | Cherepanovsk                  | Piótr Kondakov          |
| Óblast de Novosibirsk    | Novosibirsk                   | Kapitalina Kudrina      |
| Óblast de Novosibirsk    | Berdsk                        | Semión Maksimenko       |
| Óblast de Novosibirsk    | Chulymsk                      | Anna Malyshkina         |
| Óblast de Novosibirsk    | Tatarsk                       | Iona Nikitchenko        |
| Óblast de Novosibirsk    | Bolotninsk                    | Leonid Sokolov          |
| Óblast de Novosibirsk    | Kúybishevsk                   | Tijón Sokolov           |
| Óblast de Novosibirsk    | Kupinsk                       | Vladímir Shójorov       |
| Ciudad de Novosibirsk    | Oktiabrski                    | Andréi Andréiev         |
| Ciudad de Novosibirsk    | Kaganóvichsk                  | Vladímir Blagirov       |
| Ciudad de Novosibirsk    | Central                       | Ksenia Vorontsova       |
| Ciudad de Novosibirsk    | Dzerzhinsk                    | Víktor Lisitsyn         |
| Ciudad de Novosibirsk    | Kírovsk                       | Mijaíl Nikitin          |
| Óblast de Nóvgorod       | Okulovsk                      | Iván Baskakov           |
| Óblast de Nóvgorod       | Starorusski                   | Anna Mochalova          |
| Óblast de Nóvgorod       | Valdaysk                      | Yákov Pávlov            |
| Óblast de Nóvgorod       | Borovichí                     | Nikolái Petrov          |
| Óblast de Nóvgorod       | Jvoyninsk                     | Iván Rechkalov          |
| Óblast de Nóvgorod       | Nóvgorod                      | Máksim Saburov          |
| Óblast de Nóvgorod       | Nóvgorod                      | Mijaíl Yudin            |
| Óblast de Omsk           | Pavlogrado                    | Iván Biyakov            |
| Óblast de Omsk           | Omsk-Leninsk                  | Dmitri Vasíliev         |
| Óblast de Omsk           | Omsk-Stalinsk                 | Vasili Glagolev         |
| Óblast de Omsk           | Isil-Kulsk                    | Dmitri Emeliánov        |
| Óblast de Omsk           | Nazyvayevsk                   | Matvéi Komlev           |
| Óblast de Omsk           | Omsk-Mólotovsk                | Ekaterina Koroleva      |
| Óblast de Omsk           | Omsk                          | Serguéi Kulik           |
| Óblast de Omsk           | Tarski                        | Tatiana Kuyanova        |
| Óblast de Omsk           | Kalachinsk                    | Pável Lobánov           |
| Óblast de Omsk           | Bolsherechensk                | Nikolái Shmakov         |
| Óblast de Oriol          | Yelets                        | Ilarión Afanásiev       |
| Óblast de Oriol          | Uritsk                        | Iliá Golodnikov         |
| Óblast de Oriol          | Mtsensk                       | Aleksándr Gritsenko     |
| Óblast de Oriol          | Yelets                        | Maria Eletskij          |
| Óblast de Oriol          | Livensk                       | Natalia Korovetskaya    |
| Óblast de Oriol          | Orlovsk                       | Iván Krapchin           |
| Óblast de Oriol          | Kromski                       | Alekséi Popovski        |
| Óblast de Oriol          | Verjovsk                      | Dmitri Presniákov       |
| Óblast de Oriol          | Kolpnyansk                    | Mijaíl Chernov          |
| Óblast de Oriol          | Oriol                         | Serguéi Shtanenko       |
| RASS de Osetia del Norte | Malgobeksk                    | Gavriil Kostyak         |
| RASS de Osetia del Norte | Dzaudzhikau                   | Víktor Totoyev          |
| RASS de Osetia del Norte | Alagirsk                      | Olga Tuayeva            |
| Óblast de Penza          | Penza                         | Boris Beschev           |
| Óblast de Penza          | Zemetchinsk                   | Maria Iliujina          |
| Óblast de Penza          | Kondolsk                      | Ekaterina Kondrashova   |
| Óblast de Penza          | Nizhni Lomov                  | Iván Orlov              |
| Óblast de Penza          | Luninsk                       | María Sisina            |
| Óblast de Penza          | Penza                         | Nikolái Smirnov         |
| Óblast de Penza          | Serdovsk                      | Vladímir Smiriáyev      |
| Óblast de Penza          | Chembarsk                     | Arkadi Soinov           |
| Óblast de Penza          | Penza                         | Alekséi Fedyushin       |
| Óblast de Penza          | Kuznetsk                      | Serguéi Shatilov        |
| Krái de Primorie         | Voroshílovsk                  | Mijaíl Gvishiani        |
| Krái de Primorie         | Artemovsk                     | Semión Zajárov          |
| Krái de Primorie         | Kalininsk                     | Nikanor Zajvatayev      |
| Krái de Primorie         | Voroshílovsk                  | Pável Zyriánov          |
| Krái de Primorie         | Vladivostok-Leninsk           | Anani Ivánov            |
| Krái de Primorie         | Spaski                        | Nikolái Organov         |
| Krái de Primorie         | Jorolsk                       | Anastasia Plestun       |
| Krái de Primorie         | Suchan                        | Iván Selivertsov        |
| Krái de Primorie         | Budonnovski                   | Mijaíl Sidelnikov       |
| Krái de Primorie         | Vladivostok-Frunzensk         | Nikolái Tsukayev        |
| Óblast de Pskov          | Novorzhevsk                   | Nadezhda Almazova       |
| Óblast de Pskov          | Porjovsk                      | Mijaíl Kórobov          |
| Óblast de Pskov          | Strugo-Krasnensk              | Serguéi Korotkov        |
| Óblast de Pskov          | Pskov                         | Pável Odnovalov         |
| Óblast de Pskov          | Ostrovsk                      | Evodkia Semiónova       |
| Óblast de Pskov          | Dnovsk                        | Dmitri Jolostov         |
| Óblast de Riazán         | Riazán urbano                 | Aleksándr Andréiev      |
| Óblast de Riazán         | Riazán rural                  | Serguéi Belorusets      |
| Óblast de Riazán         | Ryazhsk                       | Iván Bortakovski        |
| Óblast de Riazán         | Lev-Tolstovsk                 | Iván Vislov             |
| Óblast de Riazán         | Sasovsk                       | Iván Vlásov             |
| Óblast de Riazán         | Shilovsk                      | Praskovia Kovrova       |
| Óblast de Riazán         | Kasímov                       | Aleksándr Mayegolov     |
| Óblast de Riazán         | Mijáilovsk                    | Nikolái Mirotvortsev    |
| Óblast de Riazán         | Spask                         | Olga Naidenova          |
| Óblast de Riazán         | Sarayevsk                     | Pável Pirozhkov         |
| Óblast de Riazán         | Skopinsk                      | Andréi Skomorojov       |
| Óblast de Riazán         | Lebedyansk                    | Efim Smirnov            |
| Óblast de Riazán         | Ranenburg                     | Anastasia Sorokina      |
| Óblast de Riazán         | Shatsk                        | Klavdia Jaritonova      |
| Óblast de Rostov         | Salsk                         | Iván Berozin            |
| Óblast de Rostov         | Taganrog                      | Fiódor Butchenko        |
| Óblast de Rostov         | Morozovsk                     | Iván Gorbenko           |
| Óblast de Rostov         | Morozovsk                     | Grigori Grómov          |
| Óblast de Rostov         | Mechetinsk                    | Pelageya Korobtsova     |
| Óblast de Rostov         | Millerovsk                    | Dmitri Krupin           |
| Óblast de Rostov         | Sulinskii                     | Spiridon Kuleshov       |
| Óblast de Rostov         | Kamensk                       | Semión Lijovidov        |
| Óblast de Rostov         | Novocherkask                  | Valentín Makárov        |
| Óblast de Rostov         | Zimovnikovsk                  | María Morskaya          |
| Óblast de Rostov         | Shájtinski                    | Dmitri Onika            |
| Óblast de Rostov         | Konstantinovsk                | Piótr Pastushenko       |
| Óblast de Rostov         | Chertkovsk                    | Klavdia Skripko         |
| Óblast de Rostov         | Taganrog                      | Iván Jorenko            |
| Ciudad de Rostov         | Stalinsk                      | Konstantín Garkushenko  |
| Ciudad de Rostov         | Leninsk                       | Anastás Mikoyán         |
| Ciudad de Rostov         | Kírovsk                       | Evgenia Shelepina       |
| Óblast de Sarátov        | Voroshílvovsk                 | Pável Glujov            |
| Óblast de Sarátov        | Yershovsk                     | Anna Gopko              |
| Óblast de Sarátov        | Krasnokutsk                   | Iván Zubovich           |
| Óblast de Sarátov        | Balashovsk                    | Agrippina Inozemtseva   |
| Óblast de Sarátov        | Engelsk                       | Iván Isákov             |
| Óblast de Sarátov        | Petrovsk                      | Víktor Kisielev         |
| Óblast de Sarátov        | Arkadaksk                     | Aleksándr Kurshev       |
| Óblast de Sarátov        | Atkarsk                       | Aleksándr Kutukov       |
| Óblast de Sarátov        | Volsk                         | Evdokia Milova          |
| Óblast de Sarátov        | Rtishchevsk                   | Serguéi Plestsov        |
| Óblast de Sarátov        | Markovsk                      | Mijaíl Sadchikov        |
| Óblast de Sarátov        | Bazarno-Karabulaksk           | Anna Selivanova         |
| Óblast de Sarátov        | Pugachyovsk                   | Vsévolod Sotnikov       |
| Ciudad de Sarárov        | Leninsk                       | Piótr Golubkov          |
| Ciudad de Sarárov        | Frunzensk                     | Boris Grekov            |
| Ciudad de Sarárov        | Stalinsk                      | Mijaíl Shishkin         |
| Óblast de Smolensk       | Smolensk                      | Yákov Valúyev           |
| Óblast de Smolensk       | Sychyovsk                     | Olga Vende              |
| Óblast de Smolensk       | Gzhatsk                       | Vladímir Govorkov       |
| Óblast de Smolensk       | Pochinkovsk                   | Pelageya Grishechkina   |
| Óblast de Smolensk       | Roslavlsk                     | Galina Eremeyeva        |
| Óblast de Smolensk       | Jislavichsk                   | Mijaíl Isakovski        |
| Óblast de Smolensk       | Smolensk                      | Vladímir Lavrinenkov    |
| Óblast de Smolensk       | Viazemsk                      | Alekséi Naumov          |
| Óblast de Smolensk       | Rudnyanski                    | Alekséi Prokófiev       |
| Óblast de Smolensk       | Demidovsk                     | Alekséi Sokolov         |
| Óblast de Smolensk       | Yartsevsk                     | Vladímir Frontasiev     |
| Óblast de Smolensk       | Safonovsk                     | Zoya Shvedova           |
| Óblast de Stalingrado    | Novo-Ánnienski                | Alekséi Artamónov       |
| Óblast de Stalingrado    | Rudnyanski                    | Zájar Goncharov         |
| Óblast de Stalingrado    | Frolovsk                      | Piótr Mashkov           |
| Óblast de Stalingrado    | Mijáilovsk                    | Nadezhda Novojatovskaya |
| Óblast de Stalingrado    | Kamishin                      | Nikolái Panchenko       |
| Óblast de Stalingrado    | Leninsk                       | Alekséi Poliákov        |
| Óblast de Stalingrado    | Nizhne-Chirskii               | Vasili Projvatilov      |
| Óblast de Stalingrado    | Uriúpinsk                     | Anna Firsanova          |
| Óblast de Stalingrado    | Stalingrado                   | Aleksandra Cherkasova   |
| Ciudad de Stalingrado    | Voroshílovsk                  | Afanasi Abramenkov      |
| Ciudad de Stalingrado    | Traktorozavodsk               | Kliment Voroshílov      |
| Ciudad de Stalingrado    | Kírovsk                       | Dmitri Pigalev          |
| Krái de Stávropol        | Stávropol                     | Iván Boitsov            |
| Krái de Stávropol        | Nevinnomissk                  | Andréi Bochkin          |
| Krái de Stávropol        | Petrovsk                      | Viacheslav Volgin       |
| Krái de Stávropol        | Cherkesia                     | Ajmed Gedigushev        |
| Krái de Stávropol        | Georgiyevsk                   | Aleksándr Derzhavin     |
| Krái de Stávropol        | Mineralovodsky                | Semión Lutsenko         |
| Krái de Stávropol        | Piatigorsk                    | Borís Papkov            |
| Krái de Stávropol        | Novo-Aleksandrovsk            | Anna Sazanova           |
| Krái de Stávropol        | Blagodarnensk                 | María Siushkina         |
| Krái de Stávropol        | Budonnovsk                    | Vasili Trubitsyn        |
| Óblast de Sverdlovsk     | Krasnoufimsk                  | Piótr Aplayev           |
| Óblast de Sverdlovsk     | Irbit                         | Serguéi Bagayev         |
| Óblast de Sverdlovsk     | Kamyshlovsk                   | Piótr Bajmurov          |
| Óblast de Sverdlovsk     | Nev'yansk                     | Praskovia Bedlova       |
| Óblast de Sverdlovsk     | Krasnoturyinsk                | Anatoli Blagonrabov     |
| Óblast de Sverdlovsk     | Kushva                        | Aleksándr Vorobiov      |
| Óblast de Sverdlovsk     | Revda                         | Akim Golovin            |
| Óblast de Sverdlovsk     | Nizhne-Tagilsk                | Anna Karetnikova        |
| Óblast de Sverdlovsk     | Kámensk-Uralsky               | Iván Konoválov          |
| Óblast de Sverdlovsk     | Berezovski                    | Vasili Mareyev          |
| Óblast de Sverdlovsk     | Turinski                      | Afanasia Meleshko       |
| Óblast de Sverdlovsk     | Serov                         | Dmitri Mujarkin         |
| Óblast de Sverdlovsk     | Pervouralsk                   | Aleksándr Panin         |
| Óblast de Sverdlovsk     | Nizhne-Tagilsk                | Aleksándr Pcheliákov    |
| Óblast de Sverdlovsk     | Talitsk                       | Aleksandra Simanova     |
| Óblast de Sverdlovsk     | Alapayevsk                    | Gueorgui Sitnikov       |
| Ciudad de Sverdlovsk     | Stalinsk                      | Vladímir Golovin        |
| Ciudad de Sverdlovsk     | Kaganóvichsk                  | Lázar Kaganóvich        |
| Ciudad de Sverdlovsk     | Leninsk                       | Valentina Kolosovskaya  |
| Ciudad de Sverdlovsk     | Ordzhonikidzevsk              | Borís Muzrukov          |
| Óblast de Tambov         | Uvarovskii                    | Aleksándr Guerásimov    |
| Óblast de Tambov         | Staro-Yurievsk                | Iósif Gorshkov          |
| Óblast de Tambov         | Tambov                        | Nikolái Deza            |
| Óblast de Tambov         | Shulginsk                     | Tatiana Zuyeva          |
| Óblast de Tambov         | Zherdevsk                     | Iliá Ivánov             |
| Óblast de Tambov         | Morshansk                     | Mijaíl Mayorov          |
| Óblast de Tambov         | Rasskazovsk                   | Natalia Nasonkina       |
| Óblast de Tambov         | Michurinsk                    | Fiódor Nikolashin       |
| Óblast de Tambov         | Michurinsk                    | Pelageya Panina         |
| Óblast de Tambov         | Tambov                        | Viacheslav Sporov       |
| Óblast de Tambov         | Kirsanovsk                    | Pável Fokin             |
| RASS Tártara             | Kazán-Mólotovsk               | Andréi Ado              |
| RASS Tártara             | Zelenodolsk                   | Amina Ayupova           |
| RASS Tártara             | Kazán-Leninsk                 | Aleksándr Barýshnikov   |
| RASS Tártara             | Chistopolsk                   | Fatij Bulatov           |
| RASS Tártara             | Musliumovsk                   | Jazib Valiullin         |
| RASS Tártara             | Menzelinsk                    | Pável Guerásimov        |
| RASS Tártara             | Bugulminsk                    | Galéi Dinmujametov      |
| RASS Tártara             | Buinsk                        | Nazib Zhiganov          |
| RASS Tártara             | Telmansk                      | Galia Izmailova         |
| RASS Tártara             | Pervomaisk                    | Amina Kulajmetova       |
| RASS Tártara             | Tetyushsk                     | Viacheslav Lobkov       |
| RASS Tártara             | Arsk                          | Vasili Militski         |
| RASS Tártara             | Yelabuzhsk                    | Zinniát Murátov         |
| RASS Tártara             | Kúibyshevsk                   | Vasili Okúlov           |
| RASS Tártara             | Mamadyshsk                    | Vasili Popov            |
| RASS Tártara             | Kazán-Stalinsk                | Serguéi Romanichev      |
| RASS Tártara             | Kazán                         | Fauzia Sadrieva         |
| RASS Tártara             | Sheremetevsk                  | Salim Talipov           |
| RASS Tártara             | Kukmorsk                      | Nafisa Jisamova         |
| Óblast de Tiúmen         | Golyshmanovsk                 | Varvara Babushkina      |
| Óblast de Tiúmen         | Tiúmen                        | Fiódor Goriáchev        |
| Óblast de Tiúmen         | Tobolsk                       | Nikolái Istomin         |
| Óblast de Tiúmen         | Janty-Mansi                   | Mijaíl Savin            |
| Óblast de Tiúmen         | Ishim                         | Andréi Chernuja         |
| Óblast de Tiúmen         | Yalutorovsk                   | Fiódor Schurov          |
| Óblast de Tomsk          | Tomsk-Krivosheinsk            | Vladímir Kuznetsov      |
| Óblast de Tomsk          | Kolpashevsk                   | Vasili Kupert           |
| Óblast de Tomsk          | Tomsk                         | Konstantín Lavréntiev   |
| Óblast de Tomsk          | Tomsk                         | Matriona Tsinoja        |
| Óblast de Tula           | Shchyokinsk                   | Matvéi Astájov          |
| Óblast de Tula           | Yefremovsk                    | Nikolái Voznesenski     |
| Óblast de Tula           | Tovarkovsk                    | Anna Glashkina          |
| Óblast de Tula           | Chekalinsk                    | Vera Gumilevskaya       |
| Óblast de Tula           | Tula central                  | Alekséi Kurakov         |
| Óblast de Tula           | Yepifan                       | Alekséi Proshchalikin   |
| Óblast de Tula           | Veniovsk                      | Varvara Slavina         |
| Óblast de Tula           | Tula                          | Fiódor Jramaikov        |
| Óblast de Tula           | Plavsk                        | Iván Shalkov            |
| Óblast de Tula           | Tula                          | Matvéi Shkiriátov       |
| Óblast Autónomo Tuvano   | Tuvá                          | Salchak Toka            |
| RASS de Udmurtia         | Vótkinsk                      | Klavdia Vasilieva       |
| RASS de Udmurtia         | Balezinsk                     | Nikolái Ivánov          |
| RASS de Udmurtia         | Sarápul                       | Mijaíl Rusin            |
| RASS de Udmurtia         | Izhevsk-Zhdánovsk             | Dmitri Savaliev         |
| RASS de Udmurtia         | Mozhginsk                     | Grigori Safónov         |
| RASS de Udmurtia         | Izhevsk-Pastujovsk            | Gennadi Sokolov         |
| RASS de Udmurtia         | Glázov                        | Vikenti Chirkov         |
| RASS de Udmurtia         | Uvinsk                        | Antonina Shevelkova     |
| Óblast de Uliánovsk      | Karsunsk                      | Evdokia Anojina         |
| Óblast de Uliánovsk      | Uliánovsk-Volodarsk           | Aleksándr Domrachev     |
| Óblast de Uliánovsk      | Inzensk                       | Iván Zotov              |
| Óblast de Uliánovsk      | Baryshsk                      | Fiódor Kuznetsov        |
| Óblast de Uliánovsk      | Uliánovsk                     | Víktor Nekliúdov        |
| Óblast de Uliánovsk      | Melekessk                     | Aleksandra Sizova       |
| Óblast de Uliánovsk      | Uliánovsk                     | Mijaíl Sinenko          |
| Óblast de Uliánovsk      | Novo-Spassk                   | Mijaíl Sobolev          |
| Óblast de Velíkiye Luki  | Opochetsk                     | Dmitri Degtiar          |
| Óblast de Velíkiye Luki  | Nevelsk                       | Tatiana Kiselieva       |
| Óblast de Velíkiye Luki  | Velíkiye Luki                 | Serafim Reshetov        |
| Óblast de Velíkiye Luki  | Dvinsk                        | Ksenia Serguéyeva       |
| Óblast de Velíkiye Luki  | Novosokolnichesk              | Piótr Sidorov           |
| Óblast de Velíkiye Luki  | Toronetsk                     | Nikolái Slimon          |
| Óblast de Vladímir       | Muromsk                       | Gueorgui Brant          |
| Óblast de Vladímir       | Gus-Jrustalni                 | Anna Gruzdeva           |
| Óblast de Vladímir       | Kovrovsk                      | Aleksándr Marasanov     |
| Óblast de Vladímir       | Yúriyev-Polski                | Mijaíl Patrakeyev       |
| Óblast de Vladímir       | Sobinsk                       | Vera Rossiskaya         |
| Óblast de Vladímir       | Vyaznikovsky                  | Aleksándr Tvardovski    |
| Óblast de Vladímir       | Vladímir                      | Iliá Chernov            |
| Óblast de Vladímir       | Aleksandrovsk                 | Nikolái Chernov         |
| Óblast de Vladímir       | Krasno-Gorbats                | Dmitri Shlepin          |
| Óblast de Vólogda        | Nikolsk                       | Aleksándr Guerásimov    |
| Óblast de Vólogda        | Vólogda                       | Semión Goglev           |
| Óblast de Vólogda        | Jarovsk                       | Ekaterina Karpunicheva  |
| Óblast de Vólogda        | Cherepovetsk                  | Iván Kolpakov           |
| Óblast de Vólogda        | Sokolsk                       | Pável Korepanov         |
| Óblast de Vólogda        | Totemsk                       | Klavdia Loseva          |
| Óblast de Vólogda        | Vólogda                       | Zinaida Pitirimova      |
| Óblast de Vólogda        | Babayevsk                     | Vasili Ratnikov         |
| Óblast de Vólogda        | Belozorski                    | Mijaíl Saltykov         |
| Óblast de Vólogda        | Veliko-Ustyugsk               | Elena Smirnova          |
| Óblast de Vorónezh       | Ostrogozhsk                   | Evgeni Andréiev         |
| Óblast de Vorónezh       | Kalacheyevsk                  | Vasilisa Baranova       |
| Óblast de Vorónezh       | Griazninsk                    | Evdokia Baskakova       |
| Óblast de Vorónezh       | Vorónezh                      | Aleksándr Vasiliev      |
| Óblast de Vorónezh       | Borisoglebsk                  | Filipp Gólikov          |
| Óblast de Vorónezh       | Linetsk                       | Piótr Goremikin         |
| Óblast de Vorónezh       | Alekseyevsk                   | Iván Ivánov             |
| Óblast de Vorónezh       | Vorónezh-Kaganóvichsk         | Borís Kozo-Poliánski    |
| Óblast de Vorónezh       | Gribanovski                   | Panteleimón Kolésnikov  |
| Óblast de Vorónezh       | Bobrovsk                      | Taisia Kolotushkina     |
| Óblast de Vorónezh       | Davydovsk                     | Sofía Kochergina        |
| Óblast de Vorónezh       | Buturlinovsk                  | Aleksándr Krykov        |
| Óblast de Vorónezh       | Ánniensk                      | Semión Lávochkin        |
| Óblast de Vorónezh       | Liskinsk                      | Aleksándr Lysenko       |
| Óblast de Vorónezh       | Zemliansk                     | Nikolái Moskov          |
| Óblast de Vorónezh       | Usmansk                       | Varvara Pishulina       |
| Óblast de Vorónezh       | Rossoshanski                  | Aleksándr Svistunov     |
| Óblast de Vorónezh       | Novojopyorsk                  | Anastasia Sedij         |
| Óblast de Vorónezh       | Kantemirovsk                  | Nikolái Tólstikov       |
| Óblast de Vorónezh       | Paninski                      | Alekséi Filíppov        |
| Óblast de Vorónezh       | Vorónezh                      | Grigori Furtsov         |
| Óblast de Vorónezh       | Pavlovski                     | Nikolái Chesnokov       |
| Óblast de Vorónezh       | Nizhnedevitsk                 | Mijaíl Chistiákov       |
| RASS de Yakutia          | Yakutia central               | Semión Borísov          |
| RASS de Yakutia          | Yakutia norte                 | Andréi Zajárov          |
| RASS de Yakutia          | Aldansk                       | Iván Makárov            |
| Óblast de Yaroslavl      | Nekouzsk                      | Evdokia Bajova          |
| Óblast de Yaroslavl      | Pereslavsk                    | Mijaíl Vorónichev       |
| Óblast de Yaroslavl      | Danilovsk                     | Alekséi Golosov         |
| Óblast de Yaroslavl      | Scherbakivsk                  | Alekséi Kozlov          |
| Óblast de Yaroslavl      | Úglich                        | Vladímir Márkov         |
| Óblast de Yaroslavl      | Scherbakivsk                  | Aleksándr Meshalkin     |
| Óblast de Yaroslavl      | Yaroslavl-Kaganóvichsk        | Tijón Mitrojin          |
| Óblast de Yaroslavl      | Yaroslavl-Stalinsk            | Artemi Ósipov           |
| Óblast de Yaroslavl      | Rostov                        | Iván Sidorov            |
| Óblast de Yaroslavl      | Yaroslavl                     | Zoya Sharova            |
| Circunscripción Especial |                               | Iván Boldin             |
| Circunscripción Especial |                               | Vasili Vinogradov       |
| Circunscripción Especial |                               | Serguéi Galadzhev       |
| Circunscripción Especial |                               | Pável Zhigarev          |
| Circunscripción Especial |                               | Boris Kirpikov          |
| Circunscripción Especial |                               | Nikolái Krylov          |
| Circunscripción Especial |                               | Nikolái Nuzhdov         |
| Circunscripción Especial |                               | Alekséi Pronin          |
| Circunscripción Especial |                               | Mijaíl Pronin           |
| Circunscripción Especial |                               | Máksim Slyarov          |
| Circunscripción Especial |                               | Konstantín Sorokin      |
| Circunscripción Especial |                               | Aleksándr Frolov        |